# Cruriraja triangularis
Cruriraja triangularis es una especie de pez de la familia de los Rajidae en el orden de los Rajiformes.

## Morfología
Los machos pueden llegar a alcanzar los 41 cm de longitud total.

## Reproducción
Es ovíparo y las hembras ponen huevos envueltos en una cápsula córnea.

## Hábitat
Es un pez de mar y de aguas profundas que vive entre 220-675 m de profundidad.

## Distribución geográfica
Se encuentra en el Océano Índico occidental: desde el sur de Mozambique hasta Durban (Sudáfrica ).

## Observaciones
Es inofensivo para los humanos. 